# آکیکو کویکه
آکیکو کویکه (انگلیسی: Akiko Koike؛ زادهٔ ۵ نوامبر ۱۹۶۹) صداپیشه اهل ژاپن است.